# 迪岑哥夫中心

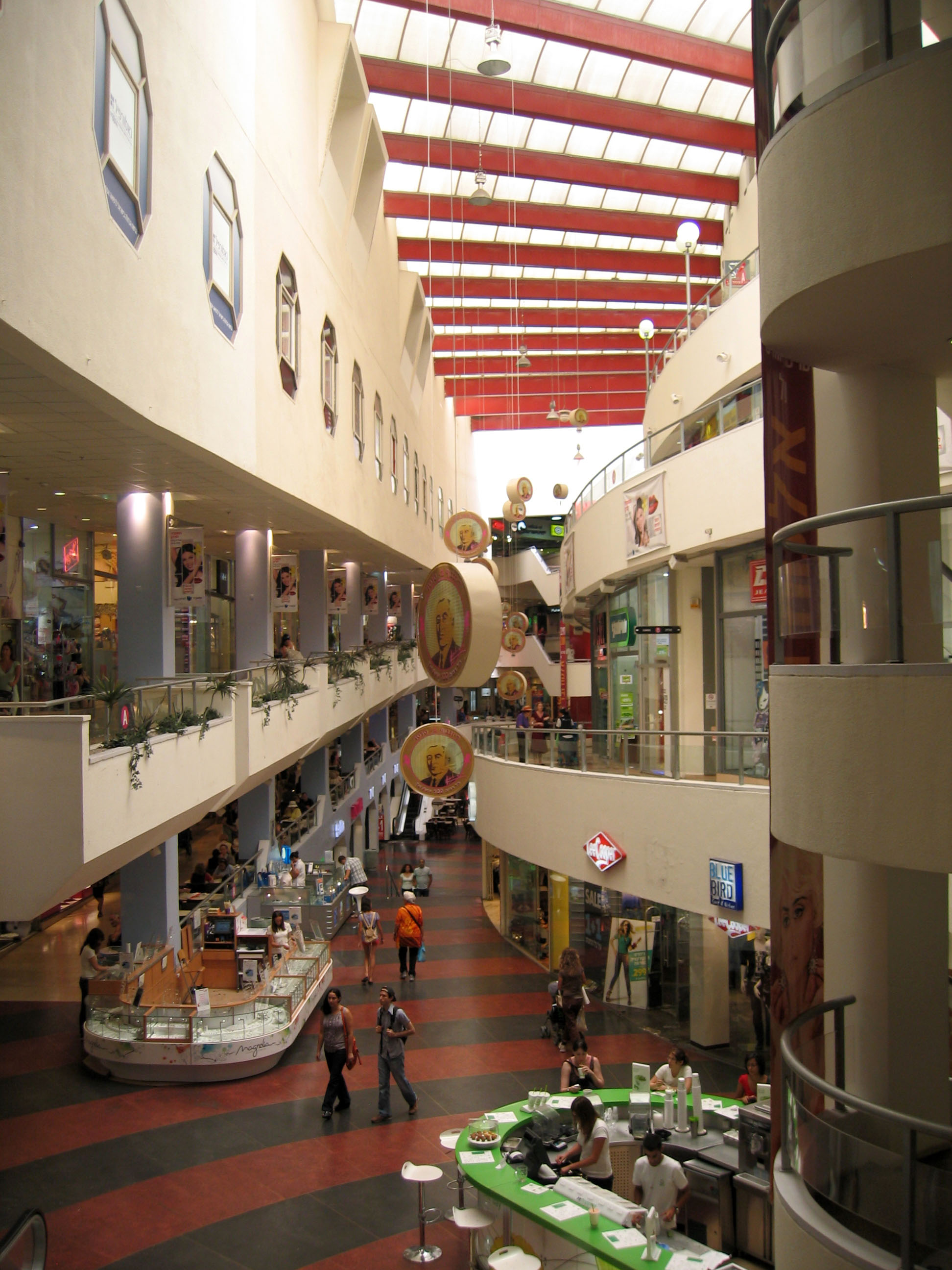
迪岑哥夫中心

迪岑哥夫中心（希伯來語：‎）是以色列特拉維夫的一座購物中心，位於迪岑哥夫街和喬治國外街的路口。購物中心的名稱取自於特拉維夫首任市長梅厄·迪岑哥夫。迪岑哥夫中心是以色列首座購物中心。購物中心開始修建於1972年，並在1977年開業。1996年，這裡曾發生自殺式炸彈襲擊。

## 外部連結
- Dizengoff Center virtual tour （页面存档备份，存于）

32°4′30.73″N 34°46′29.42″E / 32.0752028°N 34.7748389°E